# ناحية تشترود
ناحية تشترود (بالفارسية: بخش چترود) هي إحدى النواحي (تسمى ناحية في التقسيم الإداري للمناطق في إيران) في مقاطعة كرمان التابعة لمحافظة كرمان في إيران. في تعداد عام 2006 ، كان عدد سكانها 24,678 نسمة ينتمون إلى 5,946 عائلة. ناحية تشترود فيها مدينتين هما :تشترود وكاظم أباد. تملك ناحية تشترودقسمين ريفيين  هما:قسم كويرات الريفي وقسم معزية الريفي.